# Reach Out I'll Be There
Reach Out I'll Be There (talvolta scritta anche come Reach Out (I'll Be There)) è una canzone del 1966 registrata dai Four Tops per la Motown Records.
Scritta e prodotta dal principale team produttivo della Motown Holland-Dozier-Holland, la canzone fu uno dei maggiori successi degli anni sessanta dell'etichetta discografica, ed è sicuramente il brano più celebre del quartetto statunitense. Il singolo arrivò alla prima posizione della Billboard Hot 100, dove rimase per due settimane dal 24 settembre 1966 al 15 ottobre, scalzando dalla vetta Cherish degli The Association, e venendo a sua volta sostituita da 96 Tears dei Question Mark & the Mysterians. La rivista Rolling Stone ha posizionato il brano alla posizione 206 nella Lista delle 500 migliori canzoni della storia.
Il singolo raggiunge anche la prima posizione nella Official Singles Chart per tre settimane e la sesta in Olanda.

## Cover
La canzone nel corso dei periodi successivi è stata registrata numerose volte. La prima cover, ad opera del cantante giamaicano Derrick Harriott, fu pubblicata appena una settimana dopo l'originale. Seguì nel 1968 la versione di Merrilee Rush intitolata semplicemente Reach Out, e nel 1969 il nuovo arrangiamento di Lee Moses.
Sempre nel 1968 la cantante Gaby Novak e Kvartet Admira, singolo, in croato, dal titolo Ja sam tu, testo di Arsen Dedić (Jugoton – EPY-3943); album del 2021 Diskobiografija Vol. 2 (Croatia Records – 6CD 6097104)
La cover di maggior successo però fu quella registrata da Diana Ross nel 1971 ed inclusa nel suo album Surrender. La versione del brano di Diana Ross, riuscì ad arrivare fino alla posizione numero 29 della Billboard Hot 100.
Cover successive del brano includono le versioni registrate da Gloria Gaynor, Narada Michael Walden, gli Snuff, Michael Bolton, Michael McDonald, Bill Cosby, Richie Kotzen, Boyz II Men.
Da ricordare la versione eseguita dal chitarrista Steve Hackett in un concerto del 1983 che vide la terza, parziale quanto improvvisata, riunione di ex-membri della formazione classica dei Genesis: ad Hackett si unirono, infatti, Peter Gabriel e Michael Rutherford. La prima reunion era intercorsa tra Gabriel e Phil Collins nel 1979; la seconda, collettiva, nel 1982.
In Italia il brano fu inciso da Rita Pavone da I Fuggiaschi e da Peppino Di Capri con il titolo Gira gira. Ne è stata inoltre eseguita una cover all'interno della trasmissione televisiva Non è la RAI dalle cantanti Anna Maria Di Marco, Letizia Mongelli, Tania Savoca e Stefania Del Prete e interpretata sul palco da Angela Di Cosimo, Emanuela Panatta e Pamela Petrarolo, successivamente inserita nella compilation Non è la Rai 2 (1993)